# Diémoz
Diémoz ist eine französische Gemeinde mit 2.915 Einwohnern (Stand: 1. Januar 2022) im Département Isère in der Region Auvergne-Rhône-Alpes; sie gehört zum Arrondissement Vienne und zum Kanton La Verpillière. Die Bewohner werden Diémois und Diémoises genannt.

## Geografie
Diémoz liegt 27 Kilometer südöstlich von Lyon. Umgeben wird Diémoz von den Nachbargemeinden Heyrieux im Norden und Nordwesten Saint-Quentin-Fallavier im Norden und Nordosten, Bonnefamille im Osten, Saint-Georges-d’Espéranche im Süden sowie Valencin im Westen und Nordwesten. 
Durch die Gemeinde führt die frühere Route nationale 518.

## Bevölkerungsentwicklung
| Jahr                       | 1962 | 1968 | 1975 | 1982 | 1990 | 1999 | 2006 | 2017 |
| -------------------------- | ---- | ---- | ---- | ---- | ---- | ---- | ---- | ---- |
| Einwohner                  | 583  | 679  | 974  | 1510 | 1848 | 2231 | 2537 | 2722 |
| Quellen: Cassini und INSEE |      |      |      |      |      |      |      |      |

## Sehenswürdigkeiten
- Kirche Saint-Roch, 1533 erbaut, seit 1980 als Monument historique eingeschrieben
- Kapelle Notre-Dame de Lestras, auf 1281 datiert
- Garten der Medicis

## Gemeindepartnerschaft
Mit der italienischen Gemeinde Castelnuovo Belbo in der Provinz Asti (Piemont) besteht seit 1970 eine Partnerschaft.

## Persönlichkeiten
- Julien Reverchon (1837–1905), Naturforscher und Botaniker

## Weblinks

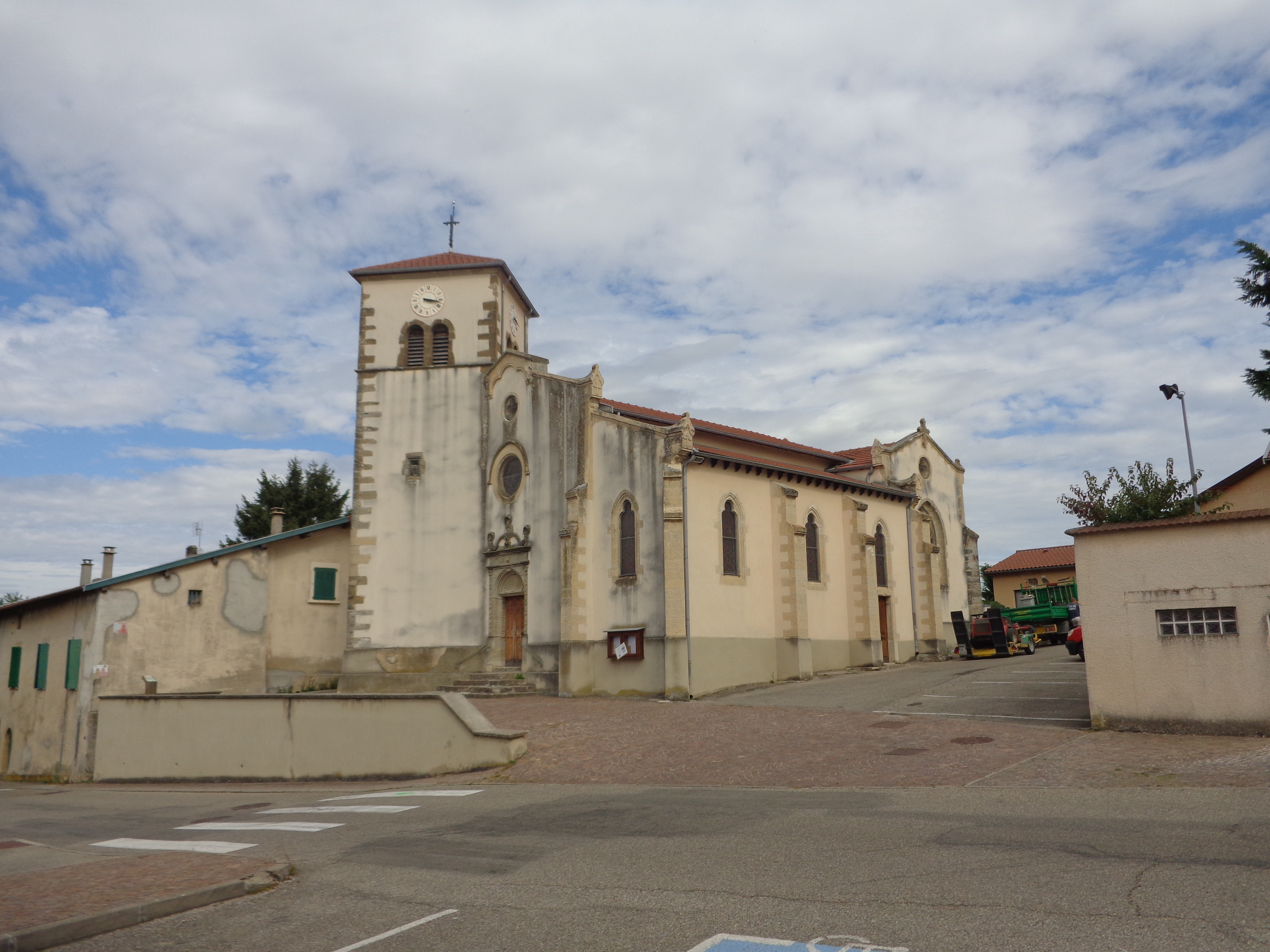
Kirche Saint-Roch